# Sri Hargobindpur
Sri Hargobindpur est un village au Pendjab, en Inde qui est important dans l'histoire du sikhisme. En effet il a été fondé par un des gourous fondateurs de cette religion Guru Hargobind, au XVIIe siècle lors d'une époque troublée à cause des Moghols belliqueux.
Pour les sikhs le gurdwara qui existe dans cette cité de moins de 5 000 âmes, porte le nom de celle-ci, bien qu'il soit plus correct de l'appeler gurdwara Manji Sahib ou gurdwara Ki Haveli. Le temple a été bâti en fait à l'endroit même où le Guru avait installé sa maison.